# Gornja Pištana
Gornja Pištana is een plaats in de gemeente Orahovica in de Kroatische provincie Virovitica-Podravina. De plaats telt 13 inwoners (2001).